# Россвілл (Меріленд)
Россвілл (англ. Rossville) — переписна місцевість (CDP) в США, в окрузі Балтимор штату Меріленд. Населення — 16 029 осіб (2020).

## Географія
Россвілл розташований за координатами 39°21′23″ пн. ш. 76°28′40″ зх. д. / 39.35639° пн. ш. 76.47778° зх. д. (39.356512, -76.477898).  За даними Бюро перепису населення США в 2010 році переписна місцевість мала площу 13,97 км², з яких 13,90 км² — суходіл та 0,07 км² — водойми.

## Демографія
Згідно з переписом 2010 року, у переписній місцевості мешкало 15 147 осіб у 6134 домогосподарствах у складі 3676 родин. Густота населення становила 1084 особи/км².  Було 6524 помешкання (467/км²).
Расовий склад населення:
| - 51,8 % — білих - 31,0 % — чорних або афроамериканців - 10,5 % — азіатів - 0,4 % — корінних американців - 3,3 % — осіб інших рас |

До двох чи більше рас належало 3,0 %. Частка іспаномовних становила 6,9 % від усіх жителів.
За віковим діапазоном населення розподілялося таким чином: 21,8 % — особи молодші 18 років, 67,8 % — особи у віці 18—64 років, 10,4 % — особи у віці 65 років та старші. Медіана віку мешканця становила 34,1 року. На 100 осіб жіночої статі у переписній місцевості припадало 90,6 чоловіків;  на 100 жінок у віці від 18 років та старших — 87,5 чоловіків також старших 18 років.
Середній дохід на одне домашнє господарство  становив 77 549 доларів США (медіана — 62 108), а середній дохід на одну сім'ю — 85 658 доларів (медіана — 71 280). Медіана доходів становила 60 857 доларів для чоловіків та 41 187 доларів для жінок. За межею бідності перебувало 8,3 % осіб, у тому числі 6,3 % дітей у віці до 18 років та 9,3 % осіб у віці 65 років та старших.
Цивільне працевлаштоване населення становило 8109 осіб. Основні галузі зайнятості: освіта, охорона здоров'я та соціальна допомога — 28,7 %, науковці, спеціалісти, менеджери — 13,4 %, роздрібна торгівля — 11,4 %.